# Campsicnemus invaginatus
Campsicnemus invaginatus är en tvåvingeart som beskrevs av Joaquin A. Tenorio 1969. Campsicnemus invaginatus ingår i släktet Campsicnemus och familjen styltflugor. Inga underarter finns listade i Catalogue of Life.